# Cristóbal de Velasco

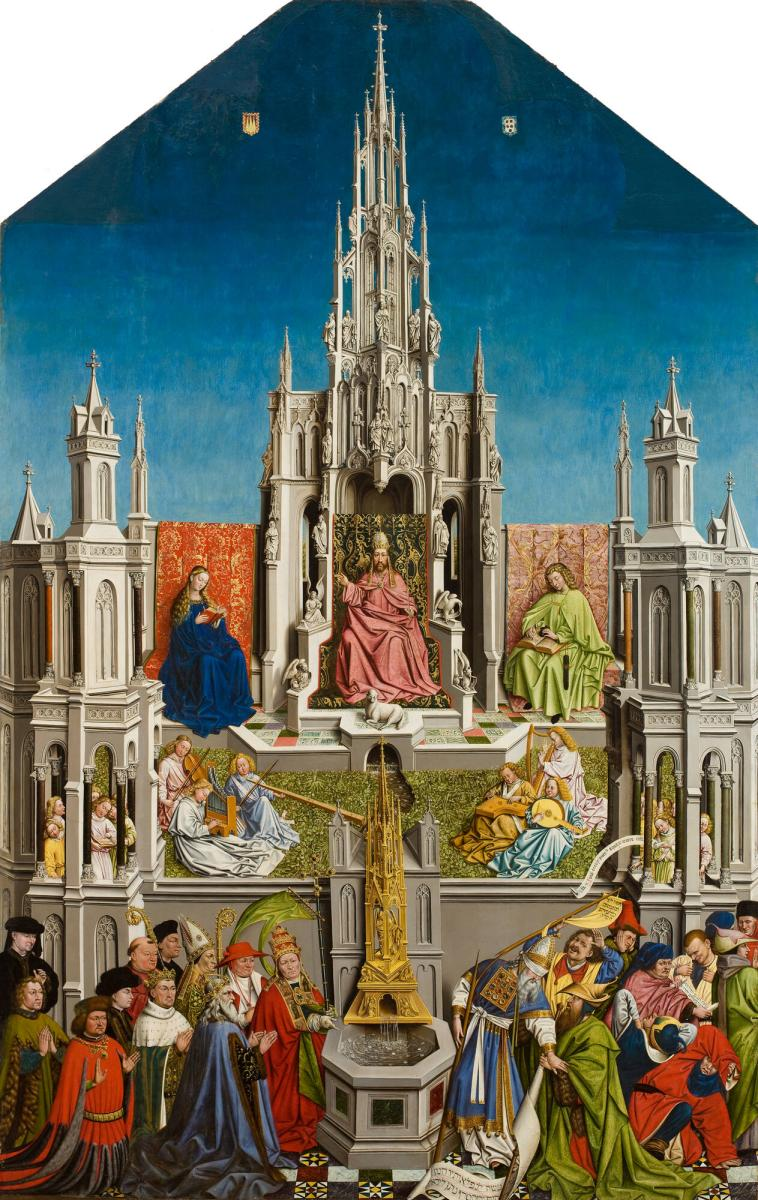
La fuente de la vida, óleo sobre tabla, 185,5 x 115,5, Oberlin, Allen Memorial Art Museum.

Cristóbal de Velasco, (fl., 1588-1617) fue un pintor manierista español. Natural de Toledo e hijo del también pintor Luis de Velasco, quien le introdujo en la corte, murió en Madrid el 4 de noviembre de 1617.

## Biografía y obra
Se le documenta en 1588 cobrando junto con su padre las pinturas del retablo mayor de la iglesia parroquial de Sonseca, conservadas in situ, en las que su padre había trabajado de 1574 a 1581. En diciembre de 1592 trabajaba para el arzobispo de Toledo García Loaysa y Girón en el monasterio de El Parral, en Segovia, en una obra que la documentación conservada no especifica, pero que Fernando Collar de Cáceres ha relacionado con la copia de La Fuente de la Gracia del taller de Jan Van Eyck conservada en el Allen Memorial Art Museum de Oberlin (Ohio). Firmada con un anagrama que podría leerse «BE LA S /CO», la tabla reproduce fielmente el original conservado en el Museo del Prado, en el que ingresó procedente del Museo de la Trinidad con los bienes desamortizados del monasterio segoviano. Los escudos heráldicos añadidos por Velasco en su copia, identificados como pertenecientes a las familias de los Girón y los Loaysa, corroboran la identificación de esta tabla con el trabajo que Velasco realizaba en el Parral para el arzobispo toledano, y podría explicar, dada la formación teológica del comitente, que Velasco sustituyese los caracteres pseudohebreos del original por un texto perfectamente legible en hebreo tomado de los Salmos con alusiones al pan y al vino.
Por el pleito que entabló contra los testamentarios del cardenal Loaysa, por el que Velasco les reclamaba lo que se le adeudaba por los veinte años que había trabajado a su servicio, así como por algunas pinturas que el cardenal le había dejado sin pagar, consta, además, que su trabajo podía reducirse con frecuencia al papel de mero copista o «rebotador de pinturas», según lo definía alguno de los testigos.
Para la catedral de Segovia se encargó entre 1594 y 1596 de las labores de pintura y dorado del retablo de San Pedro, obra de Pedro de Bolduque, para el que pintó la tabla del ático con el Martirio de san Pedro inspirado en el pintado por Miguel Ángel para la capilla paolina, y un paisaje con ruinas como respaldar de la talla del Cristo a la columna con san Pedro en lágrimas que preside el altar. El mismo cabildo catedralicio le encargó en 1596 el retablo de la capilla fundada por el obispo de Cádiz Pedro Fernández de Solis en la iglesia de la Concepción de Coca (Segovia), del que se conservan tres tablas con las imágenes de San Juan Evangelista, Santiago el Mayor y la Magdalena, de acusado gusto manierista.
En agosto de 1594 recibió un poder de su padre para contratar y cobrar las obras que surgieran en la catedral de Toledo y en diciembre de 1598 cobró 30 ducados por el retrato del archiduqe Alberto, arzobispo de Toledo, con destino al episcopologio de la Sala Capitular catedralicia. Al año siguiente ya se le documenta en Madrid, donde falleció y fue enterrado en la iglesia de San Felipe el Real. Por el pleito citado contra los testamentarios del cardenal Loaysa, consta su amistad íntima con otros pintores, entre ellos Jerónimo de Calabria y Fabricio Castello, y que en su taller contaba con un oficial llamado Juan de Olivares.
No se han conservado las siete vistas de ciudades de Flandes que pintó para la «Casa del Bosque» del Real Sitio de Valsaín, documentadas por una orden de pago dada por Felipe III en febrero de 1600, por la que mandaba se le entregasen 18.573 reales que restaban de los 20.673 en que habían sido tasadas. Las siete vistas de ciudades flamencas, para la que Velasco hubo de servirse de estampas, se inventariaron en 1604 en la galería de los espejos del citado palacio junto con otras dos vistas de casas de campo que posiblemente también le perteneciesen.